# 比和町
比和町（ひわちょう）は、かつて広島県の北東部に存在した町。比婆郡に属した。
2005年3月31日に庄原市と甲奴郡総領町、比婆郡の全5町（口和・西城・高野・東城・比和）が合併して成立した庄原市に移行し、廃止した。同時に比婆郡も恵蘇・奴可・三上各郡の統合で成立し、以来106年半に及ぶ歴史に終止符を打った。

## 地理
河川
- 比和川 - 江の川支流。

山
- 池ノ段（標高1,279.5m）
- 比婆山（標高1,264m）
- 吾妻山（標高1,238.4m）
- 烏帽子山（標高1,225.1m）
- 井西山（標高1,186.6m）
- 熊山（標高1,018.9m）
- 大鬼山（標高1,004m）

## 大字（2005年3月30日当時のデータ）
- 古頃（こごろ）
- 木屋原（こやばら）
- 比和（ひわ）
- 三河内（みつがいち）
- 森脇（もりわき）

## 沿革
- 1889年4月1日 - 町村制施行。比和町域には当時恵蘇郡比和村があるのみだった。以降116年間単独で存続する。
- 1898年10月1日 - 恵蘇・奴可・三上各郡の統合により比婆郡が成立し、比婆郡比和村になる。
- 1933年4月1日 - 比和村が町制施行して比和町になる。
- 2005年3月31日 - 庄原市と甲奴・比婆両郡の全6町が対等合併して成立した庄原市に移行したことに伴い廃止する。同時に比婆郡も106年半の歴史に終止符を打つ。

## 教育

### 小学校
- 比和町立古頃小学校
- 比和町立比和小学校
- 比和町立三河内小学校
- 比和町立森脇小学校

### 中学校
- 比和町立比和中学校

## 交通

### 鉄道
町内に鉄道路線なし。最寄の駅はJR芸備線備後庄原駅

### 道路
国道
- 国道432号

主要地方道
- 広島県道58号西城比和線

一般県道
- 広島県道255号比婆山公園森脇線
- 広島県道467号庄原新市線

## 備考
比和町は甲奴郡総領町（082488）、比婆郡高野町（082486）とともに本州で最後まで残った市外局番6ケタ地域の一つであった（082485、2004年2月28日変更）。